# Palaeomolis erschoffi
Palaeomolis erschoffi är en fjärilsart som beskrevs av Alphéraky 1882. Palaeomolis erschoffi ingår i släktet Palaeomolis och familjen björnspinnare. Inga underarter finns listade i Catalogue of Life.